# Alberto Alvarado Arámburo
Alberto Andrés Alvarado Arámburo (La Paz, Baja California Sur, 4 de febrero de 1925 - Ciudad de México; 26 de febrero de 1996) fue un político mexicano, miembro del Partido Revolucionario Institucional, fue el segundo Gobernador del estado de Baja California Sur, electo para el periodo de 1981 a 1987. Se desempeñó como senador de 1976 a 1981 y Delegado de Gobierno en La Paz, durante la administración gubernamental del Gral. Agustín Olachea Avilés (1954-1956).
Murió asesinado durante un intento de asalto en la Ciudad de México.